# Bobsleigh nos Jogos Olímpicos de Inverno de 1998
O bobsleigh nos Jogos Olímpicos de Inverno de 1998 consistiu de dois eventos realizados n'O Espiral em Nagano, no Japão.

## Medalhistas
| Evento           | Ouro | Prata                                                                  | Bronze |
| ---------------- | --- | ---------------------------------------------------------------------- | --- |
| Duplas detalhes  | Itália I Günther Huber Antonio Tartaglia ITA Itália Canadá I Pierre Lueders David MacEachern CAN Canadá | nenhum                                                                 | Alemanha I Christoph Langen Markus Zimmermann GER Alemanha |
| Equipes detalhes | Alemanha II Christoph Langen Markus Zimmermann Marco Jakobs Olaf Hampel GER Alemanha                    | Suíça I Marcel Rohner Markus Nüssli Markus Wasser Beat Seitz SUI Suíça | França I Bruno Mingeon Emanuel Hostache Eric Le Chanony Max Robert FRA França Grã-Bretanha I Sean Olsson Dean Ward Courtney Rumbolt Paul Attwood GBR Grã-Bretanha |

## Quadro de medalhas
| Ordem | País             | Medalha de ouro | Medalha de prata | Medalha de bronze |   |
| ----- | ---------------- | --------------- | ---------------- | ----------------- | - |
| 1     | GER Alemanha     | 1               |                  | 1                 | 2 |
| 2     | CAN Canadá       | 1               |                  |                   | 1 |
| 2     | ITA Itália       | 1               |                  |                   | 1 |
| 4     | SUI Suíça        |                 | 1                |                   | 1 |
| 5     | FRA França       |                 |                  | 1                 | 1 |
| 5     | GBR Grã-Bretanha |                 |                  | 1                 | 1 |
| TOTAL | TOTAL            | 3               | 1                | 3                 | 7 |